# Чемпионат мира по артистическому снукеру 1995
Чемпионат мира по артистическому снукеру 1995 (англ. 1995 World Snooker Trick Shot Championship) — главный турнир 1995 года в этом виде бильярда, проходивший в Сан-Сити, ЮАР. Победителем стал предыдущий чемпион, Стив Дэвис, набравший в общём счёте 78 очков.

## Формат
Турнир включал в себя обязательную и свободную программы. В обязательной требовалось выполнить два разных трюка: «исчезающий удар» («Disappearance Shot») и «удар-автомат» («Machine Gun Shot»). Свободная программа оценивалась на технику и собственно красоту удара.
Каждый показатель мог быть оценён максимум на 30 баллов. Это значит, что наибольшее количество возможных очков составляет 90 — 30 за всю обязательную программу и по столько же за техническое исполнение и развлекательную ценность свободной программы.
Победителем считался игрок, набравший наибольшее количество баллов в итоговом зачёте.

## Жюри
Удары оценивались Барри Хирном, Перри Мансом и Сэмом Лоу.

## Результаты
| Место | Игрок           | ОП | СП         | Итог. |
| ----- | --------------- | -- | ---------- | ----- |
| 1     | Стив Дэвис      | 30 | 48 (22-26) | 78    |
| 2     | Майк Мэсси      | 20 | 49 (26-23) | 69    |
| 3     | Майк Халлетт    | 22 | 45 (22-23) | 67    |
| 4     | Терри Гриффитс  | 15 | 50 (23-27) | 65    |
| 5     | Клифф Торбурн   | 17 | 44 (22-22) | 61    |
| 6     | Питер Франсиско | 18 | 40 (20-20) | 58    |
| 7     | Ален Робиду     | 14 | 41 (22-19) | 55    |
| 8     | Джон Пэррот     | 15 | 38 (15-23) | 53    |